# Heterosmylus curvagradatus
Heterosmylus curvagradatus är en insektsart som beskrevs av C.-k. Yang 1999. Heterosmylus curvagradatus ingår i släktet Heterosmylus och familjen vattenrovsländor. Inga underarter finns listade i Catalogue of Life.